# 에롤 그레이엄 머스크
에롤 그레이엄 머스크(Errol Graham Musk, 1946년 5월 25일~)는 남아프리카 공화국의 기업인으로 남아프리카 공화국의 시의원을 지냈다.